# Flintholms station
Flintholms station är en av Köpenhamns viktigaste bytesstationer för den spårbundna kollektivtrafiken i Hovedstadsregionen. Stationen ligger omkring fyra kilometer fågelvägen västnordväst om Københavns hovedbanegård i stadsdelen Flintholm i Frederiksberg, nära Vanløse. Ingen av dess tre perronger ligger i tunnel.
Här möts tre linjer: två S-tågsbanor (Ringbanen och Frederikssundbanen) samt Köpenhamns metro i två plan, eller kanske snarare "två och ett halvt" plan. S-tågsperrongerna korsar varandra i två plan, medan metroperrongen ligger något lägre än den övre S-tågsperrongen med omkring 45 graders vinkel mellan, sett ovanifrån. Det finns gångar, hissar och trappor mellan var och en av de tre perrongerna. 
Efter Nørreport station och Köpenhamns centralstation (Hovedbanegården) är Flintholm den största stationen för byte av linjer i Köpenhamnsområdet.
Stationen invigdes den 24 januari 2004 för S-tågen, efter det att metrotrafiken hade påbörjats redan i november 2002. Åren närmast före den officiella invigningen av hela stationen fanns en tillfällig station längs Ringbanen som hette C.F. Richs vej, omkring 200 meter norrut. 
Hela stationsområdet täcks av ett 5.000 m² stort glastak utan väggar, vilket hänger 22 meter över Ringbanens spår. 
Stationen har vunnit flera priser: Den danske stålpris från "Dansk Stålinstitut", diplom från The Brunel Awards, ett skönhetspris från Foreningen til Hovedstadens Forskønnelse samt European Steel Design Award.
Stationen är ritad av KHR Arkitekter.

## Gamla Flintholm och godsspåren
I närheten har tidigare funnits en godsbangård med samma namn, den låg vid ett sidospår till Frederiksbergs gasverk. Under en period hette denna station Damhus. Under tiden godstrafiken fortfarande förekom gick den nuvarande Ringbanen till Vanløse station (c:a 400 meter väster om dagens Flintholm) och vände där in mot Frederiksberg så att om man åkte framlänges Hellerup - Vanløse, åkte man baklänges Vanløse - Frederiksberg. Den senare sträckan är numera en del av Metron medan den förra delen har dragits om via nuvarande Flintholm som Ringbanen. (Frederikssundbanen har inte påverkats av dessa ombyggnader). Efter 1986 upphörde godstrafiken på nuvarande Ringbanen och söder om Vanløse fanns under ett 15-tal år ett centralt beläget dubbelspår (utan elektricitet) som Köpenhamns kommun inte kunde bestämma sig för hur man skulle göra med. Först i samband med byggandet av Öresundsbron och Metron kom förlängningen av Ringbanan på tal, och därmed även bygget av (den nya) Flintholms station.